# Cerkiew Narodzenia Najświętszej Maryi Panny w Powiciu
Cerkiew Narodzenia Najświętszej Maryi Panny – prawosławna cerkiew parafialna z początku XX w., znajdująca się w Powiciu na Białorusi, wchodząca w skład dekanatu kobryńskiego eparchii brzeskiej i kobryńskiej Egzarchatu Białoruskiego Patriarchatu Moskiewskiego. Świątynia znajduje się przy ulicy Komsomolskiej.

## Historia
Cerkiew została zbudowana na początku XX w. z belki (18 cm na 18 cm) pod kierunkiem czeskiego majstra Guta. Konsekrowana 9 października 1912 r.

## Architektura
Świątynia mierzy wraz z krzyżem na wieży 40 metrów wysokości, 18 metrów szerokości i 32 metry długości i jest orientowana. Budynek składa się z wieży i 6 wieżyczek, kopuły, 2 naw, ganku i prezbiterium. Obiekt reprezentuje regionalną drewnianą architekturę, pokazuje to np.: zdobnictwo okien. Cerkiew zbudowana została w stylu bizantyjsko-rosyjskim. 

### Wnętrze
We wnętrzu mieści się XX-wieczny ikonostas. W świątyni zachowała się ikona św. Dymitra Sołuńskiego z 1745 r., Hodigitria, ikona Jezusa Chrystusa i 2 ikony przedstawiające Pantokratora.